# Луговой (Приморский край)
В Кировском районе Приморья есть село Луговое
В Спасском районе Приморья есть село Луговое
Лугово́й (с 2002 по 2011 года — Луговое) — село в Хорольском районе Приморского края России.
Входит в состав муниципального образования Сельское поселение Хорольское.

## История
Ранее на месте села был посёлок, где жили строители, которые прокладывали участок дороги Михайловка — Турий Рог. Посёлок входил в ведомство ГУЛАГа. Впоследствии оно было реорганизовано в совхоз № 24. В настоящее время на территории села действует СХПК «Луговой» по выращиванию зерновых культур.

## Население
| 2002 | 2008 | 2010 |
| ---- | ---- | ---- |
| 306  | ↘295 | ↘239 |

## Улицы
- Зелёная ул.
- Колхозная ул.
- Кубанская ул.
- Ленина ул.
- Молодёжная ул.
- Первомайская ул.
- Советская ул.
- Тополиная ул.
- Центральная ул.
- Черемушки ул.